# Bodnarivka, Cemerivți
Bodnarivka (în ucraineană Боднарівка) este un sat în comuna Huseatîn din raionul Cemerivți, regiunea Hmelnîțkîi, Ucraina.

## Demografie
Componența lingvistică a localității Bodnarivka
     Ucraineană (99,6%)
     Alte limbi (0,2%)
Conform recensământului din 2001, majoritatea populației localității Bodnarivka era vorbitoare de ucraineană (99,6%), existând în minoritate și vorbitori de alte limbi.